# Pembridge Castle
Pembridge Castle är ett slott i Storbritannien.   Det ligger i grevskapet Herefordshire och riksdelen England, i den södra delen av landet, 180 km väster om huvudstaden London. Pembridge Castle ligger 187 meter över havet.
Terrängen runt Pembridge Castle är platt österut, men västerut är den kuperad. Pembridge Castle ligger uppe på en höjd. Runt Pembridge Castle är det ganska tätbefolkat, med 96 invånare per kvadratkilometer. Närmaste större samhälle är Monmouth, 6,7 km söder om Pembridge Castle. Trakten runt Pembridge Castle består i huvudsak av gräsmarker.